# Józef Dreyza

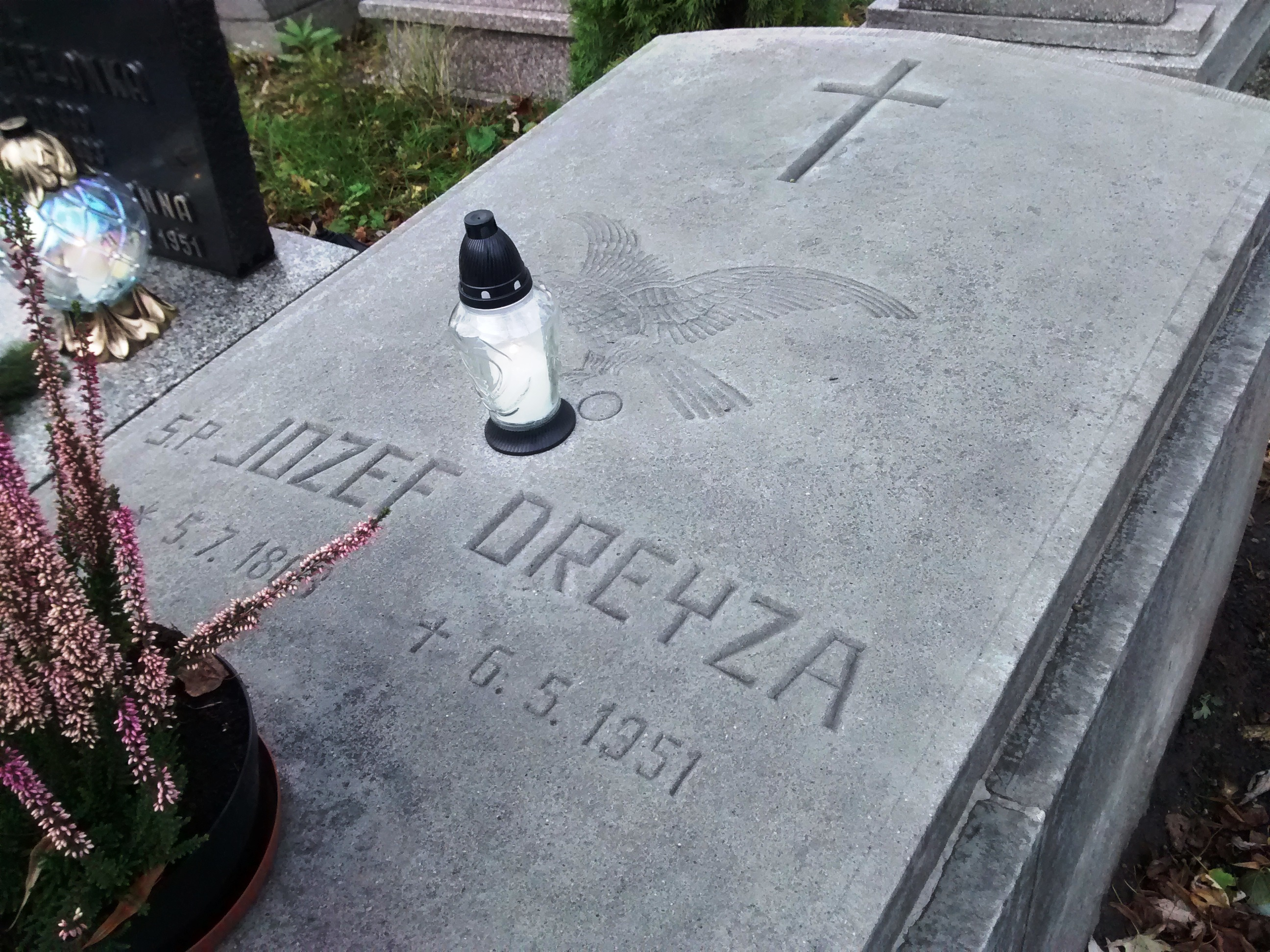
Grób Dreyzy na cmentarzu przy ul. Michałkowickiej w Siemianowicach Śląskich

Józef Dreyza (ur. 5 lipca 1863 w Kłecku, zm. 6 maja 1951 w Siemianowicach Śląskich) – polski działacz społeczny i narodowy na Górnym Śląsku, powstaniec śląski, organizator Towarzystwa Gimnastycznego „Sokół”.

## Życiorys
Urodził się w rodzinie Jana i Zuzanny, drobnych właścicieli ziemskich. Po ukończeniu w 1885 Gimnazjum w Chełmnie nad Wisłą, odbył służbę wojskową w 17. Pułku Artylerii Polowej w Kołobrzegu. Następnie pracował w Berlinie w prywatnym zakładzie elektryczno-telegraficznym, potem jako urzędnik pocztowy w Berlinie, Lipsku i Frankfurcie nad Menem. Gimnastyką interesował się już od 1886, dlatego początkowo należał do niemieckiego Turnvereinu, a w 1889 wstąpił do gniazda Towarzystwa Gimnastycznego „Sokół” w Berlinie, w którym dosłużył się m.in. funkcji naczelnika gniazda (organizatora ćwiczeń). Wspólnie z Wiktorem Gładyszem, opracował w 1897 „Naukę gimnastyki Sokolej”, która była pierwszym takim podręcznikiem w Niemczech. Od 1901 działał w Towarzystwie Czytelni Ludowych. W 1902 wrócił do Poznania, gdzie rozpoczął pracę w redakcji „Sokoła”, związał się również z Ligą Narodową. W 1903 przeniósł z Wielkopolski na Górny Śląsk. Początkowo osiadł w Koźlu, gdzie został prezesem Banku Ludowego. W 1908 objął prezesurę Banku Ludowego w Siemianowicach. Z jego inicjatywy w 1918 założono Straż Obywatelską dla Górnego Śląska. Był współorganizatorem Polskiej Organizacji Wojskowej Górnego Śląska. Brał udział w powstaniach śląskich (m.in. jako kierownik Decernatu Wojskowego Naczelnej Rady Ludowej w Sosnowcu) oraz akcji plebiscytowej w 1921. W latach 1923–1932 pełnił funkcję prezesa dzielnicy śląskiej Towarzystwa Gimnastycznego „Sokół”.
Został pochowany na cmentarzu parafialnym przy ul. Michałkowickiej w Siemianowicach Śląskich (sektor B2-1-30). 

## Ordery i odznaczenia
- Krzyż Kawalerski Orderu Odrodzenia Polski (30 kwietnia 1925)[7]

## Upamiętnienie
Jego imieniem została nazwana ulica w Siemianowicach Śląskich.
Został upamiętniony w sali ludzi powstań i okresu międzywojennego Panteonu Górnośląskiego w podziemiach Archikatedry Chrystusa Króla w Katowicach.